# نیروهای ویژه نیروی دریایی مالزی
نیروهای ویژه نیروی دریایی مالزی (انگلیسی: PASKAL) یگان نیروهای ویژه و ضدتروریسم زیرمجموعه نیروی دریایی سلطنتی مالزی است، که در سال ۱۹۸۲ تأسیس شد.